# María Cristina Gómez
María Cristina Gómez González (5 de mayo de 1942 - 5 de abril de 1989) fue una maestra de escuela primaria y lideresa comunitaria en El Salvador que fue secuestrada el 5 de abril de 1989 y asesinada una hora después.
Miembro de la Iglesia bautista Emmanuel, en San Salvador, María Cristina Gómez fue una de las impulsoras del Movimiento Ecuménico en El Salvador.
También fue una lideresa nacional tanto de las mujeres bautistas como del sindicato de maestras ANDES 21 de Junio (Asociación Nacional de Educadores de El Salvador - 21 de Junio).
Fue fundadora de la CONAMUS (Coordinadora Nacional de la Mujer Salvadoreña), una organización de mujeres fundada en 1986. Desde entonces, CONAMUS ha tomado parte en temas que afectan directamente a mujeres pobres en El Salvador, incluyendo violencia doméstica y sexual, sobrevivencia económica, falta de participación política e inequidad social. En 1989 CONAMUS abrió un hospital para responder a mujeres que era víctimas de violencia doméstica y sexual.
De acuerdo a testigos, hombres fuertemente armados y vestidos de indumentaria civil entraron a la fuerza a Gómez a un auto mientras retornaba de la escuela John F. Kennedy en Ilopango. Una hora después, fue sacada viva del auto, frente a cientos de testigos cerca de un cementerio en las afueras de San Salvador. Le dispararon cuatro tiros y falleció inmediatamente.
En la autopsia, su cuerpo mostró signos de tortura y quemaduras posiblemente causadas por químicos como ácido. La maestra ajusticiada fue raptada de una área que funcionaba como la base de operaciones de la Fuerza Aérea Salvadoreña. En el asesinato fue implicado el jefe de la Fuerza Aérea Salvadoreña, general Juan Rafael Bustillo. La ANDES (Asociación Nacional de Educadores Salvadoreños) declaró que Bustillo había amenazado públicamente a Gómez en ocasiones anteriores.
ANDES ordenó un paro por dos días de todas las actividades magisteriales como forma de protesta en contra del asesinato de Gómez, y demandó que el procurador principal de la Nación iniciara los procedimientos requeridos para llevar a los responsables a la justicia. Líderes de la Unión Nacional de Trabajadores de El Salvador (UNTS) han dicho además que presumen que Bustillo ordenó la ejecución.
El Movimiento Pan, Tierra, Trabajo y Libertad (MPTL) elevó una protesta llamando al pueblo a resistir la nueva ola de represión que ya se esparcía nacionalmente y que había marcado las semanas siguientes a la victoria electoral de la Alianza Republicana Nacionalista (ARENA). Quienes se habían unido a la protesta terminaron la marcha en la vigilia que fue organizada en memoria de la maestra asesinada.
En su defensa, el Gobierno de El Salvador señaló que el móvil detrás del secuestro y posterior asesinato de Gómez fue primeramente con el objetivo de desacreditar la Fuerza Aérea (que estaba a cargo del área en donde ocurrió el asesinato). Añadió además que Gómez nunca fue arrestada y que nunca fue cuestionada por las autoridades.
Luego de su muerte su iglesia le encomendó a un artista local que pintara una cruz de madera que mostrara escenas de la vida de Gómez mientras laboraba junto a las mujeres de El Salvador. Las imágenes de esa cruz han sido reconocidas internacionalmente al ser utilizadas por iglesias y escuelas alrededor del mundo con el objetivo de contar la historia de la vida y la muerte de Gómez.
Gómez —que al morir tenía 46 años— estaba casada con Salvador Amaya con el que tuvieron tres hijos y una hija, que al momento del asesinato el menor hijo tenía apenas 12 años, y la mayor 18.